# Злогласна петорка
Злогасна петорка је 50. епизода серијала Мали ренџер (Кит Телер) објављена у Лунов магнус стрипу бр. 142. Епизода је изашла у бившој Југославији у марту 1975. године, имала 106 странице и коштала 6 динара (0,85 DEM; 0,35 $). Насловница представља репродукцију оригиналне Донталијеве насловнице. Аутор није познат. Издавач је био Дневник из Новог Сада. Ово је први део епизоде која се наставља ЛМС-143.

## Оригинална епизода
Оригинална епизода под називом Veleno! (Otrov!) изашла је премијерно у Италији у издању Sergio Bonnelli Editore у јануару 1968. године под редним бројем 50. Коштала је 200 лира (1,28 DEM; 0,32 $). Епизоду је нацртао Франческо Гамба, а сценарио написао Андреа Лавецоло. Насловницу је нацртао Франко Донатели.

## Кратак садржај
Петорица затвореника предвођени Билом и Лефтијем беже из затвора на великој обали. Упадају у воз ка западу и пљачкају неколико путника. Кит и Френки добијају задатак да пронађу одбегле робијаше. Током ноћи, близу Корнвел Грина, Кит и Френки игром случаја наилазе на двојицу непознатих људи који окушавају да сакрију тело убијеног човека. Кит не успева да их ухвати, али у џепу покојника налазе документа Пинкертоновог агента по имену Питер Карадин због чега закључују да је покојни био агент. Кит и Френки се изненађују када схвате да је агент заправо жив. Кит одлази у Корнвел Грин по шерифа и доктора кој ће прегледати агента. Кит и Френки сумњају да шериф Гордон нешто зна о агенту али не жели да им каже.
”Пикертонов агент” је заправо Сид Картер, односно Марк, један од озоглашене петорке (грешком заменио одело агента Карадина у коме су били његови документи). Из даљег тока приче сазнајемо да је Марк, након великог броја пљачки, отровао своје сараднике, однео сав опљачкано богатство и почео нови живот под именом Сид Картер. Отров је међутим био преслаб, па су четворица сарадника преживели и решили да се освете Сиду. Проблем настаје када успевају да нађу Сида, али не и опљачкан новац. То уноси сумњу међу четворицом бивих робијаша, који сада такође воде потпуно нове животе као узорни грађани.

## Репризе
Ова епизода поново је објављена у Италији у оквиру If edizione бр. 25. у јуну 2014. године. Насловницу је нацртао Масимо Ротундо. Ова едиција репризрана је у Хрватској. Број 25. је изашао је у 09.03.2018. год. под називом Банда петорице. У Србији епизоде Кит Телера још увек нису репризиране.